# Accademia Lucchese di Scienze, Lettere ed Arti
Die Accademia Lucchese di Scienze, Lettere ed Arti ist eine wissenschaftliche Akademie in Italien mit Sitz in Lucca.
Die Entstehung der Akademie geht auf das 16. Jahrhundert zurück. Als Gründungsjahr wird gewöhnlich das Jahr 1584 angegeben. In der Frühzeit war die Akademie unter dem Namen Accademia degli Oscuri bekannt. In den Jahren 1805 bis 1814 trug sie den Namen Accademia Napoleone. 
Die Akademie besteht heutzutage aus drei Klassen und 36 Mitgliedern: eine geisteswissenschaftliche Klasse (Lettere) mit 20 Mitgliedern, eine naturwissenschaftliche Klasse (Scienze) mit 10 Mitgliedern sowie eine Klasse der Künste (Arti) mit 6 Mitgliedern. Derzeitiger Präsident der Akademie ist Raffaello Nardi.